# Grand Prix automobile de Las Vegas
Le Grand Prix automobile de Las Vegas est une épreuve de course automobile actuellement organisée dans le cadre du championnat IndyCar à Las Vegas, États-Unis. Elle a notamment fait partie du championnat du monde de Formule 1 en 1981 et 1982 sous le titre de Grand Prix du Cæsars Palace et du championnat CART. Cette course fut organisée sur plusieurs circuits de différents types (urbain, routier, ovale).
Le 31 mars 2022, la FIA annonce le retour de la Formule 1 sur un nouveau circuit urbain à Las Vegas en 2023 ; il s'agit de la troisième course disputée aux États-Unis, avec le Grand Prix des États-Unis d'Austin et le Grand Prix de Miami.

## Les différentes appellations
- Silver State Century (1954)
- Stardust 150 (1968)
- Caesars Palace Grand Prix (1981-1984)
- Las Vegas 500 K (1996-1998)
- Vegas.com 500 (1999)
- Vegas Indy 300 (2000)
- Bridgestone 400 presented by Corona (2004)
- Champ Car Hurricane Relief 400 (2005)
- Vegas Grand Prix (2007)
- Las Vegas Grand Prix (2023)

## Les circuits
- Las Vegas Dirt Oval (1954)
- Stardust international Raceway (1968)
- Circuit urbain du Caesars Palace (1981-1984)
- Circuit urbain de Vegas-Fremont Street (2007)
- Las Vegas Motor Speedway (1996-2000 ; 2004-2005 ; 2011)
- Circuit urbain de Las Vegas (2023)

## Histoire

### Période AAA (1954)
En 1954, l'American Automobile Association (AAA) organise une course de 100 tours sur le circuit ovale en terre (Las Vegas Dirt Oval) de Las Vegas, remportée par Jimmy Bryan.

### Période USAC (1968)
Le championnat de l'USAC (Champ Car) arrive sur le Stardust International Raceway (en), un circuit de 4,830 km construit à Spring Valley par le Stardust Hotel and Casino, pour disputer le Stardust 150 (disputé sur 150 miles, soit un peu plus de 240 km). La course est remportée par Bobby Unser devant Mario Andretti.

### Période Formule 1 (1981-1982)

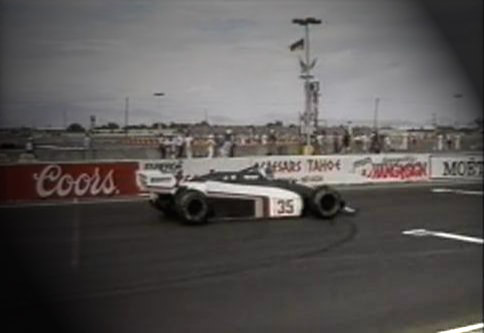
Derek Warwick sur Toleman TG183 Hart à Las Vegas en 1982.

L'année 1980 voit la dernière édition du Grand Prix automobile des États-Unis Est. Pour pallier sa disparition, un nouveau Grand Prix est créé : le Grand Prix du Cæsars Palace.
Ce Grand Prix, décisif dans l'attribution du titre mondial de champion du monde des pilotes, est disputé sur un circuit provisoire de 3,650 km tracé sur le parking de l'hôtel-casino Cæsars Palace à Las Vegas. La course se déroule sur une distance de 75 tours, soit 273,750 km, sous une chaleur de plomb. De plus, on  tourne sur ce circuit très sinueux dans le sens anti-horaire (ce qui est inhabituel, les circuits européens tournant dans le sens horaire), ce qui rend l'épreuve très difficile pour les pilotes qui souffrent notamment au niveau des muscles du cou. Quand Nelson Piquet remporte son premier titre en finissant cinquième de la première édition, il lui faudra quinze minutes pour récupérer de son état d'épuisement, après avoir rejoint la ligne d'arrivée de justesse.
Le casino avait œuvré pour amener cette dernière épreuve du championnat dans la capitale mondiale des paris mais le public ne se déplacera pas en masse pour s'installer dans la fournaise d'un parking bétonné : seuls 30 000 spectateurs assistent à l'édition 1982, de loin l'affluence la plus faible de toute la saison.

### Période CART (1983-1984)
Le départ de la Formule 1 en 1982 n'a pas pour autant signé l'arrêt du Grand Prix qui rejoint le calendrier du championnat CART. Le tracé est modifié et des raccourcis sont utilisés. Le circuit ressemble désormais à un ovale déformé de 1,8 km, ce qui entraîne l'augmentation du nombre de tours, qui passe à 178.

### Période IRL (1996-2000)
En 1996 le nouveau championnat de l'Indy Racing League ajoute à son calendrier une épreuve disputée sur le Las Vegas Motor Speedway nouvellement créé. L'épreuve s'est déroulée en 1996 et 1997 et ces deux éditions (toutes deux appelées Las Vegas 500 K) ont la particularité de se dérouler dans la même saison car la deuxième saison de l'IRL était à cheval sur les deux années. L'épreuve reste au calendrier jusqu'en 2000 et est disputée en nocturne en 1997, 1998 et 1999.

### Période Champ Car (2004-2007)
En 2004, le Champ Car, descendant direct du CART, organise une épreuve sur ce circuit, le Bridgestone 400 presented by Corona. En 2005, le Champ Car revient et rebaptise l'épreuve Champ Car Hurricane Relief 400 en soutien aux victimes de l'Ouragan Katrina.
En juillet 2006, le conseil municipal de Las Vegas donne son accord pour organiser une course sur un circuit urbain temporaire à proximité de Fremont Street. L'épreuve, très appréciée des fans comme des pilotes, est abandonnée après l'absorption du Champ Car par l'IndyCar.

### Période IndyCar (2011)
Le 22 février 2011, Randy Bernard, PDG de l'IndyCar, descendant direct de l'IRL, annonce qu'une course sera disputée sur le Speedway, l'IndyCar World Championship. L'événement est de taille car il doit décider de l'attribution du titre. Les organisateurs ont prévu également une course d'Indy Lights et de NASCAR le même week-end. La course est interrompue au douzième tour à cause d'un accident impliquant quinze voitures et la mort du pilote britannique Dan Wheldon, vainqueur des 500 miles d'Indianapolis 2011. Les pilotes ont effectué cinq tours de parade en hommage à Wheldon. À la suite de la mort de Dan Wheldon, l'IndyCar annule l'épreuve de 2012.

### Retour de la Formule 1 (2023)
Le succès de la Formule 1 aux États-Unis, notamment dû à celui de la série diffusée sur Netflix Drive to Survive depuis 2018, a permis au Grand Prix des États-Unis d'attirer un record de 400 000 spectateurs sur trois jours au Circuit des Amériques en 2021,. Quand le Grand Prix de Miami est ajouté au  calendrier en 2022, tous les billets sont vendus en quarante minutes. Dès lors la Formule 1 décide d'ajouter, dès 2023, une troisième course sur le territoire américain. Le tracé, d'un développement de 6,14 km emprunte notamment le Las Vegas Strip, tourne autour des plus prestigieux hôtels-casinos de la ville, et n'a rien à voir avec les éditions 1981 et 1982, disputées sur le parking du Caesars Palace devant une faible assistance. La course, programmée le 18 novembre, sera nocturne et le départ donné le samedi soir.
Lors de la première séance de qualification, Carlos Sainz Jr. a vu sa monoplace grandement endommagée par une plaque d'égout mal fixée qui a détruit le fond plat de sa voiture. De plus, le remplacement de la batterie contraint Ferrari a dépasser le quota de pièces autorisé et entraîne une pénalisation de dix places sur la grille. Les organisateurs doivent annuler la session ainsi que la suivante pour inspecter l'ensemble du circuit. 35000 spectateurs s'estimant lésés intentent un procès afin d'obtenir réparation.

## Autres courses
Un Grand Prix de Las Vegas d'endurance (466 km) fut également disputé au Las Vegas Motor Speedway dans le cadre de l'American Le Mans Series (ALMS) en 1999 et 2000. L'épreuve utilisait le circuit ovale et une portion « routière » dite « infield », tracée à l'intérieur de l'ovale.

## Palmarès
| Année     | Vainqueur                                                          | Voiture                                                            | Championnat            | Résultats     |
| --------- | ------------------------------------------------------------------ | ------------------------------------------------------------------ | ---------------------- | ------------- |
| 1954      | Jimmy Bryan                                                        | Kuzma-Offenhauser                                                  | AAA Championship Cars  | Résultats     |
| 1955-1967 | Pas de course                                                      | Pas de course                                                      | Pas de course          | Pas de course |
| 1968      | Bobby Unser                                                        | Eagle-Ford                                                         | USAC Championship Cars | Résultats     |
| 1969-1980 | Pas de course                                                      | Pas de course                                                      | Pas de course          | Pas de course |
| 1981      | Alan Jones                                                         | Williams-Ford                                                      | Formule 1              | Résultats     |
| 1982      | Michele Alboreto                                                   | Tyrrell-Ford                                                       | Formule 1              | Résultats     |
| 1983      | Mario Andretti                                                     | Lola-Cosworth                                                      | CART World Series      | Résultats     |
| 1984      | Tom Sneva                                                          | March-Cosworth                                                     | CART World Series      | Résultats     |
| 1984-1995 | Pas de course                                                      | Pas de course                                                      | Pas de course          | Pas de course |
| 1996      | Richie Hearn                                                       | Reynard-Cosworth                                                   | Indy Racing League     | Résultats     |
| 1997      | Eliseo Salazar                                                     | Dallara-Oldsmobile                                                 | Indy Racing League     | Résultats     |
| 1998      | Arie Luyendyk                                                      | Panoz-Oldsmobile                                                   | Indy Racing League     | Résultats     |
| 1999      | Sam Schmidt                                                        | Panoz-Oldsmobile                                                   | Indy Racing League     | Résultats     |
| 2000      | Al Unser Jr                                                        | Panoz-Oldsmobile                                                   | Indy Racing League     | Résultats     |
| 2001-2003 | Pas de course                                                      | Pas de course                                                      | Pas de course          | Pas de course |
| 2004      | Sébastien Bourdais                                                 | Lola-Cosworth                                                      | Champ Car World Series | Résultats     |
| 2005      | Sébastien Bourdais                                                 | Lola-Cosworth                                                      | Champ Car World Series | Résultats     |
| 2006      | Pas de course                                                      | Pas de course                                                      | Pas de course          | Pas de course |
| 2007      | Will Power                                                         | Panoz-Oldsmobile                                                   | Champ Car World Series | Résultats     |
| 2008-2010 | Pas de course                                                      | Pas de course                                                      | Pas de course          | Pas de course |
| 2011      | Course suspendue à la suite de la mort accidentelle de Dan Wheldon | Course suspendue à la suite de la mort accidentelle de Dan Wheldon | IndyCar Series         | Résultats     |
| 2012-2022 | Pas de course                                                      | Pas de course                                                      | Pas de course          | Pas de course |
| 2023      | Max Verstappen                                                     | Red Bull-Honda RBPT                                                | Formule 1              | Résultats     |
| 2024      | George Russell                                                     | Mercedes                                                           | Formule 1              | Résultats     |